# Fremdorganisation
Als Fremdorganisation ist in der Betriebswirtschaftslehre und Organisationslehre die Schaffung von Organisationsstrukturen und Geschäftsprozessen in einer Institution durch vorgegebene Regeln zu verstehen. Pendant ist die Selbstorganisation. Als Institution werden in diesem Sinne Unternehmen, der Staat und seine Gebietskörperschaften (auch Kommunalunternehmen, Staatsunternehmen) sowie sonstige Personenvereinigungen (Organisationen) zusammengefasst.
Dort vorgegebene Regeln sind insbesondere Arbeitsanweisungen und Dienstanweisungen. Sie schaffen Aufbau- und Ablauforganisation;
Hierarchien und Hierarchie-Ebenen entstehen durch Fremdorganisation und schaffen im Rahmen einer künstlichen Ordnung Organisationsstrukturen und Geschäftsprozesse. Das Management trifft konstitutive Entscheidungen, die in Form von Normierungen, Formalisierungen und Standardisierungen (Standards) umgesetzt werden. Das Vorhandensein einer Organisationsabteilung ist ein Indiz für einen hohen Anteil an Fremdorganisation.

## Abgrenzung zur Selbstorganisation
Eine Abgrenzung zur Selbstorganisation wird ermöglicht, wenn man zwischen den Organisatoren und den von Organisation betroffenen Mitarbeitern unterscheidet.
- Sind beide identisch, liegt originäre Selbstorganisation vor.
- Sind nicht alle Betroffenen auch Beteiligte (Betroffene nehmen auch Organisationsaufgaben wahr) und werden diese Beteiligten von den Betroffenen frei gewählt, liegt ebenfalls originäre Selbstorganisation vor.
- Werden dagegen die Beteiligten von den unmittelbar betroffenen Personen nicht frei gewählt, so handelt es sich um eingeschränkte Selbstorganisation.
- Wenn die Betroffenen die Mehrheit der Beteiligten darstellen, handelt es sich um originäre Fremdorganisation.
- Wenn keiner der Betroffenen zu den Beteiligten gehört, handelt es sich um Fremdorganisation.

Die Fälle zwei und drei können auch in kombinierter Form auftreten.

## Evolutionäres Management
Im Rahmen des Evolutionären Managements werden der Fremd- und der Selbstorganisation unterschiedliche Bedeutungen beigemessen. Der Ansatz der Universität St. Gallen geht von einer Überlegenheit der Selbstorganisation aus und leitet daraus eine Reduzierung der Fremdorganisation ab. Im Münchner Ansatz werden beide Begriffe als komplementär angesehen.

## Organisatorische Aspekte
Während die klassische Organisationslehre ein Unternehmen als allopoietische, also fremd steuerbare Systeme begreift, sieht sie die moderne Systemtheorie als autopoietische, also selbst-organisierende Systeme. Durch bloße Fremdsteuerung besteht die Gefahr von Fehlfunktionen, weil systembedingt Unordnung oder Entropie entstehen kann. Es bedarf deshalb einer komplementären Selbstorganisation. 
Das Resultat von Selbst- und Fremdorganisation ist die Ordnung in einem Unternehmen. Werden beide zueinander in Beziehung gesetzt, so kann die Selbstorganisation die Fremdorganisation autonom ergänzen, indem Lücken in der Fremdorganisation geschlossen werden.
Selbst eine optimale Fremdorganisation kann am Eigensinn oder an der Verweigerungshaltung der Mitarbeiter scheitern.

## Abgrenzung
Zwischen Selbstorganisation und Fremdorganisation besteht eine komplementäre, korrigierende oder störende Beziehung.